# Pantographa acoetesalis
Pantographa acoetesalis is een vlinder uit de familie van de grasmotten (Crambidae). De wetenschappelijke naam van deze soort is voor het eerst voorgesteld als Pionea acoetesalis door Francis Walker in een publicatie uit 1859.
De soort komt voor in Belize, Panama en Colombia.